# Crefeld (1922)
Le Crefeld est un navire de charge et à passagers allemand.

## Histoire
La Bremer Vulkan et la Flensburger Schiffbau-Gesellschaft bâtissent peu après la Première Guerre mondiale un grand cargo à quatre mâts avec des cabines de passagers pour l'HAPAG et l'industriel Hugo Stinnes. La Norddeutscher Lloyd commande deux navires similaires pour ses liaisons vers l'Amérique du Sud. La NDL possède alors deux navires d'avant-guerre, le Seydlitz et le Gotha.
Le Köln est livré le 14 mars 1922 puis fait son premier voyage vers l'Argentine. Le Crefeld est lancé le 23 décembre 1921 et livré le 25 juin 1922 après l'aménagement des cabines de passagers.
Le Crefeld part pour son premier voyage le 10 août 1922 vers le Río de la Plata. 726 passagers de différentes nationalités ont embarqué à Brême. 30 descendent à La Corogne et Vigo, 217 à Rio de Janeiro, 4 à Montevideo et 475 à Buenos Aires, le terminus. Nonobstant l'arrivée de nouveaux navires à passagers vers l'Amérique, le Köln et le Crefeld continuent leurs voyages vers l'Amérique du Sud jusqu'en 1926 à cause de la forte émigration.
La NDL cherche en 1925 à relancer sa liaison avec l'Australie. Il met en place ces deux navires et le Gotha. Fin mai 1925, le Gotha est le premier navire allemand à venir en Australie depuis la guerre. L'arrivée d'émigrants est accordée à l'automne 1926. Quand il part le 10 août, le Crefeld comprend parmi ses 69 passagers 50 émigrants allemands en Australie. Lors des deux voyages suivants en 1927, il embarque 153 et 136 passagers. Entre ces deux voyages, il sert encore en Amérique du Sud.
La NDL abandonne finalement la liaison vers l'Australie et essaie le Canada en reprenant le Köln et le Crefeld. Les installations pour les passagers des deux navires sont considérablement réduits. Lors de son premier voyage vers Montréal le 4 juin 1928, il transporte seulement 65 passagers de troisième classe de dix nationalités européennes. Le Crefeld fait la liaison jusqu'en 1930. À l'été 1930, il fait aussi la liaison vers Galveston après deux escales à Halifax et La Havane.
En 1934, la NDL possède trop de navires à passagers. Elle décide de faire du Köln et du Crefeld des navires simplement à charge et les réaménage au Reiherstiegwerft à Hambourg.
Lorsque la Seconde Guerre mondiale éclate, le Crefeld se trouve à Massaoua, colonie italienne, où il est interné. Il est avec d'autres navires de la NDL, l'Oder et le Coburg, et d'autres compagnies de transport allemandes.
Le 17 février 1941, le Coburg part pour ravitailler le croiseur auxiliaire Atlantis qui opère dans l'océan Indien. Le Coburg et le tanker Ketty Brövig le retrouvent au sud des Seychelles avant que le croiseur tombe sur le HMAS Canberra, ils décident de se saborder en voyant l'accrochage. Le 26 février, le Wartenfels quitte clandestinement Massaoua et rejoint Antsiranana, contrôlée par Vichy. Le 24 mars, l'Oder s'échappe de Massaoua, mais il est découvert en mer Rouge par le HMS Shoreham qui le coule. Le 30 mars, le Bertram Rickmers part, mais en croisant le HMS Kandahar, il se saborde. La marine britannique attaque le port de Massaoua et coule les navires allemands restant, dont le Crefeld. Après la guerre, des navires sont renfloués pour libérer le port.

## Source de la traduction
- (de) Cet article est partiellement ou en totalité issu de l’article de Wikipédia en allemand intitulé « Crefeld (Schiff, 1922) » (voir la liste des auteurs).